# Lothar Bechtel
Lothar Bechtel (* 28. September 1926; † 6. Dezember 1989) war ein deutscher Fußballspieler und Trainer. Als Spieler des VfB Mühlburg beziehungsweise des Karlsruher SC absolvierte er von 1948 bis 1956 in der damals erstklassigen Fußball-Oberliga Süd 120 Ligaspiele und erzielte 23 Tore.

## Laufbahn

### Spieler
Mit dem Karlsruher Stadtteilverein FV Daxlanden spielte Bechtel nach dem Zweiten Weltkrieg in den Runden 1946/47 und 1947/48 in der damals zweitklassigen Landesliga Nordbaden, Gruppe Süd. Bechtel und Kollegen belegten 1946/47 den sechsten Rang und der VfB Mühlburg gewann überlegen die Meisterschaft und stieg in die Oberliga Süd auf. In der Saison 1947/48 war die innerstädtische Konkurrenz durch die zwei Altmeister des Karlsruher FV und Phönix Karlsruhe sowie den ASV Durlach gegeben. Mit dem neunten Rang stieg Daxlanden in die Bezirksliga ab und Bechtel und Mannschaftskollege Herbert Dannenmeier schlossen sich dem VfB Mühlburg in der Oberliga Süd zur Saison 1948/49 an.
Am 26. September 1948 debütierte Bechtel beim Heimspiel im Stadion an der Honsellstraße gegen den SV Waldhof in der Oberliga Süd. Vor 18.000 Zuschauern egalisierte der Mittelstürmer spielende Neuzugang aus Daxlanden in der 70. Spielminute die 1:0-Führung der Waldhof-Elf. Trainer Robert Kraft hatte im Angriff auf die Spieler Ernst Kunkel, Hugo Rastetter, Bechtel, Georg Seeburger und Kurt Ehrmann gesetzt. In der Defensive angeführt durch Heinrich Gärtner, Eugen und Max Fischer belegte Mühlburg am Rundenende den neunten Rang. Bechtel hatte in 20 Ligaspielen 13 Tore erzielt und führte damit die interne Torschützenliste an. Im ersten Trainerjahr von Hans Tauchert, 1949/50, verbesserte sich der VfB auf den siebten Rang und Bechtel lief in allen 30 Rundenspielen auf, in denen er sieben Tore erzielte. In seinem zweiten Jahr in Mühlburg hatte auch sein ehemaliger Daxlander Mitspieler Herbert Dannenmeier den Durchbruch geschafft.
Die sportliche Klasse der Neuzugänge Horst Buhtz und Heinz Trenkel veränderten in der Saison 1950/51 massiv die Einsatzmöglichkeiten von Lothar Bechtel. Mühlburg spielte mit dem treffsichersten Angriff der Südliga mit 94 erzielten Toren -Torjäger Buhtz (21 Tore), Rastetter (17 Tore), Hermann Lehmann (17 Tore) und Kunkel (16 Tore) – ernsthaft um den Meistertitel mit und belegte am Saisonende den dritten Rang. Bechtel hatte in elf Einsätzen einen Treffer erzielt. In der folgenden Runde, 1951/52, rückte Bechtel vermehrt in die Abwehr und kam in seinen zehn Einsätzen zumeist als rechter Verteidiger zum Einsatz, wie auch am Schlusstag der Runde, als Mühlburg am 6. April 1952 das Heimspiel gegen Viktoria Aschaffenburg mit dem rechten Verteidiger Bechtel mit 4:0 Toren für sich entscheiden konnte.
In der ersten Saison des durch die Fusion von Phönix Karlsruhe und dem VfB Mühlburg entstandenen Karlsruher SC, 1952/53, gehörte er auch unter Trainer Hans Hipp mit sieben Ligaspielen (ein Tor) nicht mehr der Stammformation an, welche mit dem vormaligen Phönix-Akteur Kurt Sommerlatt und den drei Neuzugängen Heinz Beck, Edmund Adamkiewicz und Hans Strittmatter den vierten Rang belegen konnte.
In der ersten Runde des neuen Trainers Adolf Patek, 1953/54, bildete er dagegen überwiegend mit Walter Baureis das Stammverteidigerpaar des KSC. Bechtel kam auf 25 Spiele (erin Tor) und die Blau-Weißen landeten auf dem fünften Rang. Mit den vier Einsätzen am 27. August 1955 gegen den SSV Reutlingen (4:2), 4. September gegen die SpVgg Fürth (3:2), 2. Oktober gegen Schwaben Augsburg (0:0) und schlussendlich am 16. Oktober 1955 bei Jahn Regensburg (3:2) endete die Laufbahn von Lothar Bechtel in der Oberliga Süd. Der KSC gewann mit drei Punkten Vorsprung vor dem VfB Stuttgart die süddeutsche Meisterschaft und zog in der Endrunde in das Finale um die deutsche Meisterschaft ein. In den Spielen um den DFB-Pokal des Jahres 1955 lief er in der KSC-Elf in den Spielen gegen den FSV Frankfurt (5:1), 1. FC Nürnberg (1:0) und am 27. November 1954 beim 5:2-Auswärtserfolg gegen den VfB Stuttgart jeweils als rechter Verteidiger auf. Im Halbfinale und im Endspiel kam er dagegen nicht zum Einsatz.

### Trainer
Zur Saison 1956/57 übernahm Bechtel als Spielertrainer das Traineramt bei Phönix Bellheim in der Amateurliga Südwest. Im Spieljahr 1961/62 gelang der Meisterschaftsgewinn und der Aufstieg in die II. Division. Als Trainer betreute er die Schwarzen-Roten vom Phönix-Stadion an der Zeiskamer Straße von 1963/64 bis 1966/67 in der damaligen Zweitklassigkeit der Fußball-Regionalliga Südwest.